# Madeleine Stowe
Madeleine Stowe (Los Ángeles, 18 de agosto de 1958) es una actriz estadounidense con raíces costarricenses ganadora del premio Globo de Oro (1993) y el premio Volpi por su actuación en Short Cuts dirigida por Robert Altman.

## Biografía
Nació en Eagle Rock, una población cercana a Los Ángeles.
Su padre, Robert Stowe, fue un ingeniero estadounidense «de una pobre familia de Oregón», y su madre Mireya Mora-Steinvorth había inmigrado en su juventud desde Costa Rica, y provenía de una familia con un pasado prominente de ese país. Uno de sus tatarabuelos, el político José Joaquín Mora Porras, había sido el hermano menor del presidente Juan Rafael Mora Porras, quien gobernó Costa Rica entre 1849 y 1859. Otro de sus tatarabuelos fue Bruno Carranza, presidente de Costa Rica en 1870. La esposa de este, Gerónima Montealegre, era hermana del presidente José María Montealegre Fernández, quien gobernó Costa Rica entre 1859 y 1863.
Steinvorth, el tataratatarabuelo materno de Stowe, había emigrado de Alemania a Costa Rica.
El matrimonio tuvo tres hijas, de la cual Madeleine fue la mayor. Su padre padeció esclerosis múltiple, hecho que entristeció la infancia y adolescencia de la actriz, y la marcaría de por vida.
A la edad de 10 años Stowe comenzó a tomar clases de piano, ya que quería convertirse en concertista. No obstante, abandonó las clases y su proyecto unos años más tarde, al fallecer su profesor.
Cuando llegó el momento de ingresar en la universidad, decidió seguir las carreras de cinematografía y periodismo. Sin embargo, no tenía mucho interés por los estudios y los abandonó. Cuando actuaba como voluntaria en un teatro de Los Ángeles, un agente de cine contratado por Richard Dreyfuss la vio y le consiguió ofertas para intervenir en varias películas para la televisión y el cine.
Una de las características sobresalientes de Stowe es su frágil y sensual belleza de mirada triste. Fue elegida como una de las mujeres más sexies por la revista Empire.
Durante casi quince años, Stowe interpretó papeles menores como actriz de reparto en películas de televisión y de cine.
Sin embargo, algunas de sus actuaciones llegaron a ser muy conocidas, como fue el caso de Procedimiento ilegal, con Richard Dreyfuss, y Revenge, con Kevin Costner y Anthony Quinn como la esposa de un gánster mexicano enamorada de un piloto americano.
En 1988 llegó al fin su gran oportunidad, cuando protagonizó Tropical Snow de Ciro Durán, con David Carradine y Jsu García
En 1992 se le ofreció el papel principal femenino en El último mohicano, con Daniel Day-Lewis.
En ese filme Stowe realizó una actuación muy consistente en un personaje hecho prácticamente a su medida, brindando belleza, energía y credibilidad como una de las hijas del coronel inglés Munro.
A partir de entonces Stowe, actriz ya consagrada, ha interpretado papeles muy diversos, como la música ciega en la película de suspense Blink (Sola en la penumbra), con Aidan Quinn, o la joven psiquiatra en Doce monos, con Bruce Willis y Brad Pitt.
En 1993 es nominada y ganadora, como mejor actriz de reparto, con un Globo de Oro por su actuación en Short Cuts.
En 1996 Stowe dejó su trabajo por un tiempo para ser madre. Dos años más tarde regresó y actuó en The Proposition, primera película después de esa interrupción.
Stowe está casada con el actor comediante Brian Benben, al que conoció en 1982 durante la grabación de una película para televisión. El matrimonio tiene una hija, May (nacida en 1996) y un hijo, y pasa todo su tiempo libre en el rancho que poseen en Texas.
Estuvo a punto de dirigir Unbound Captives (2010) que incluía en el reparto a estrellas como Hugh Jackman y Rachel Weisz y contaba el esfuerzo de una familia de pioneros que lucha por salir adelante en un territorio fronterizo en pleno acoso comanche; pero finalmente el proyecto no llegó a materializarse.
Dentro de sus últimos trabajos se destaca su participación en la serie televisiva Revenge como Victoria Grayson, la matriarca de una familia adinerada, con oscuros secretos en su pasado. Fue nominada en el 2012 a los Golden Globe por su papel en esta serie.

## Filantropía

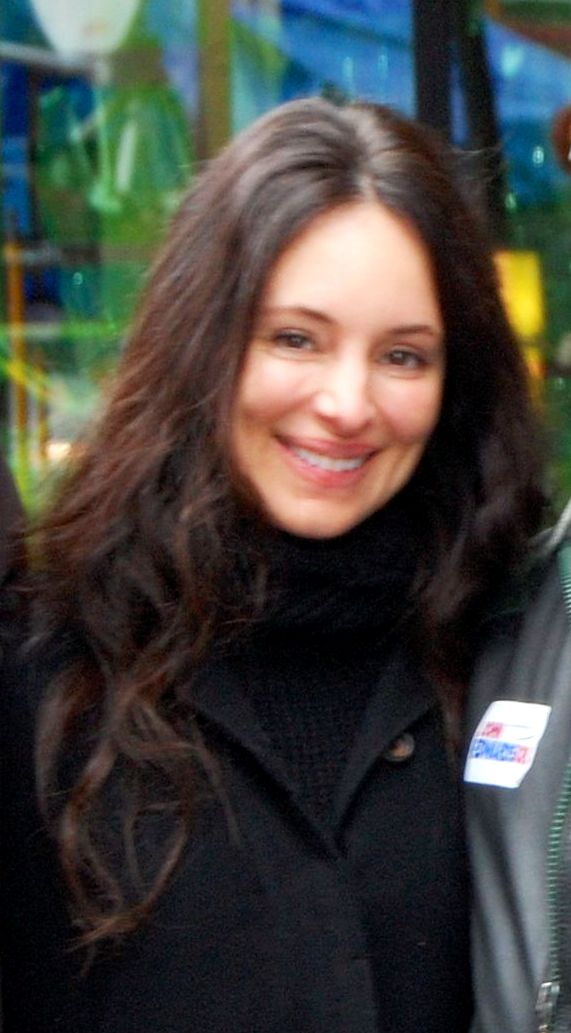
Madeleine Stowe en 2008.

"Si yo tuviera todo el dinero del mundo, sé dónde iría; yo sabía exactamente dónde iba." Dos años han pasado desde que un terremoto destruyó el país más pobre de América, Haití, pero todavía se siguen sintiendo sus efectos devastadores.
A través de un grupo llamado los Artistas para la Paz y la Justicia, Stowe está ayudando a construir la primera escuela pública en Haití - 100 por ciento de las donaciones van a la organización del trabajo. "Ésta va a llegar a tener 3000 estudiantes". "La belleza de esto es que estará compuesta por 40 hectáreas, donde hay un hospital para que los niños también reciban atención de la salud".
Stowe ha viajado a Haití incluso antes del terremoto de 2010 y dijo que "al regresar de esos viajes se siente un nuevo dolor de cabeza".
"Cuando vuelvo ocurre siempre lo mismo, tengo hambre, pero no puedo comer. Siento un dolor en mi estómago y me dan ganas de llorar". Pero la gente está tan viva y presente que nunca lloro cuando estoy allí, suelo hacerlo cuando voy de regreso a mi apartamento".

## Filmografía
- Procedimiento ilegal (1987)
- Tropical Snow (1989)
- Worth Winning (1989)
- The Two Jakes (1990)
- Revenge (1990)
- Closet Land (1991)
- The Last of the Mohicans (1992)
- Unlawful Entry (1992)
- Short Cuts (1993)
- Another Stakeout (1993)
- Bad Girls (Cuatro mujeres y un destino, 1994)
- Blink (1994)
- China Moon (1994)
- Doce monos (1995)
- Playing by Heart (1998)
- The Proposition (1998)
- La hija del general (1999)
- Impostor (2001)
- Avenging Angelo (2002)
- We Were Soldiers (2002)
- Octane (Octane: rescate infernal, 2003)
- Saving Milly (2005)
- The Christmas Hope (Una vida para soñar, 2009, telefilm)
- Unbound Captives (2010)
- Revenge (2011-2015)
- Soundtrack (2019)

## Premios

### Globos de Oro
| Categoría                  | Película   | Resultado | Año  |
| -------------------------- | ---------- | --------- | ---- |
| Premio Especial al Reparto | Short Cuts | Ganadora  | 1994 |
| Mejor Actriz - Drama       | Revenge    | Nominada  | 2012 |

### Festival Internacional de Cine de Venecia
| Categoría  | Película   | Resultado |
| ---------- | ---------- | --------- |
| Copa Volpi | Short Cuts | Ganadora  |